# Parallelismo armonico

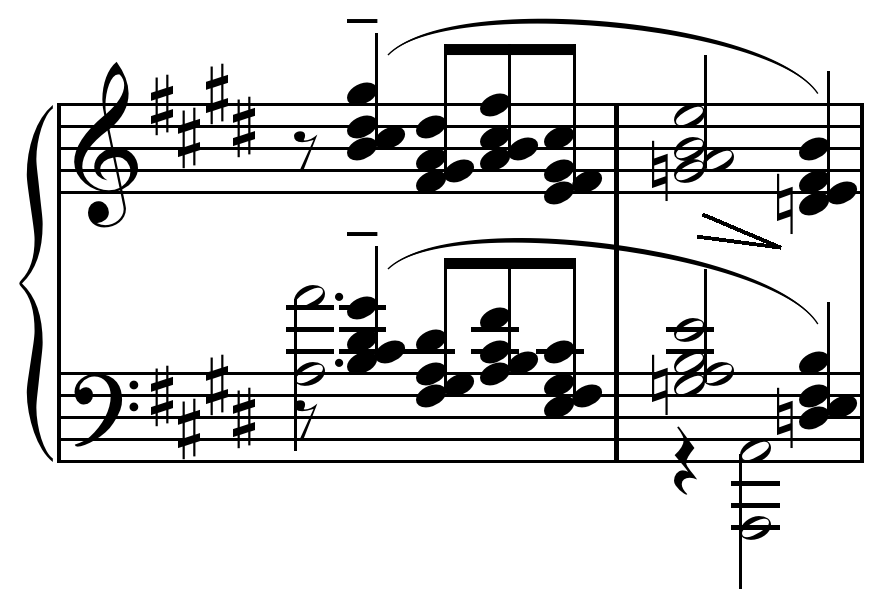
Levigatura diatonica da Feuilles mortes ("Foglie Morte") di Claude Debussy.

In musica il parallelismo armonico, noto anche come levigatura armonica o guida vocale parallela, è il movimento parallelo di due o più melodie o accordi (armonie). Esempi si possono trovare in Prélude à l'après-midi d'un faune di Claude Debussy (1894), Daphnis and Chloë Suite N. 2 (1913) di Maurice Ravel, Elektra (1909) di Richard Strauss, Pierrot Lunaire, Columbine (1914) di Arnold Schönberg e  Three Score Set for Piano (1944) di William Schuman. Nell'ultimo esempio le inversioni degli accordi suggeriscono un effetto bicorde.

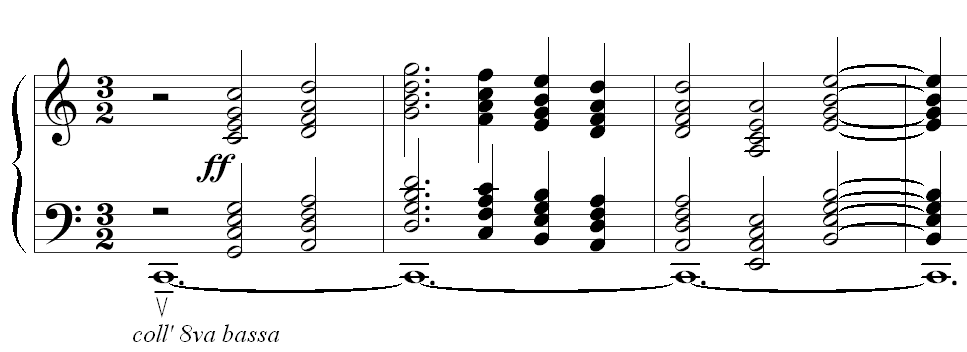
I famosi "accordi delle campane di chiesa" del Preludio #10, La cathédrale engloutie di Debussy.